# Jesús Fuertes
Jesús Fuertes Gomez (* 14. April 1938 in Madrid; † 18. Juni 2006 in Miami, Florida) war ein spanischer Maler.
Fuertes begegnete in frühen Jahren den Künstlern Salvador Dalí, André Breton sowie dem Schriftsteller Federico García Lorca und später in Frankreich Pablo Picasso. Bereits im Alter von 15 Jahren hatte er seine erste öffentliche Ausstellung in Berlin. Mit Picasso verband ihn eine enge Freundschaft, er folgte ihm später nach Paris.
Die kubistischen Werke von Fuertes sind weltweit ausgestellt und bestechen durch die leuchtend blauen Farben. Im Mittelpunkt seiner Motivwahl stehen vornehmlich Frauen und Katzen.
Er starb in Miami an den Folgen eines Herzinfarktes.